# Mato Blažević
Mato Blažević (Bosanski Šamac, 16. listopada 1893. – Slavonski Šamac, 1953.) bio je hrvatski i bosanskohercegovački romanopisac. Pučku školu pohađao u Bosanskom Šamcu, brijački zanat u Sarajevu. Početkom 1914. mobiliziran u BH-3 regimentu, okružje Tuzla, koju su uglavnom činili Posavljaci. U ratu protiv Srbije, Italije i Rusije pisao je bilješke, kasnije pretočene u roman Zaboravljeni grobovi. Objavio više pripovjedaka i drama.

## Djela
- Zaboravljeni grobovi I, II (roman, u okviru Sabranih djela, 1994.)
- Izgubljene bitke (roman, u okviru Sabranih djela, 1994.)

## Vanjske poveznice
- Nešto ipak ima!